# Hadena calographa
Hadena calographa là một loài bướm đêm trong họ Noctuidae.